# Adnan Baytar
Adnan Baytar (* 21. September 1965) ist ein ehemaliger türkischer Fußballspieler.

## Werdegang
Der Mittelfeldspieler Baytar begann seine Karriere beim SC Bosporus Bielefeld und kam über den FC Türk Sport Bielefeld im Jahre 1987 zu Arminia Bielefeld. Am 22. Juli 1987 gab er sein Zweitligadebüt bei der 0:3-Niederlage der Arminia bei Alemannia Aachen. Am Saisonende stiegen die Bielefelder als Tabellenletzter ab, wobei Baytar insgesamt 17 Einsätze ohne Torerfolg verzeichnen konnte. Baytar wechselte daraufhin zum westfälischen Oberligisten SC Verl.
Im Jahre 2008 kehrte er aus der Türkei nach Bielefeld zurück und übernahm als Spielertrainer den Landesligisten FC Türk Sport Bielefeld, konnte aber den Abstieg nicht verhindern. Vier Jahre später spielte der mittlerweile 46-Jährige noch für den Kreisliga-B-Verein SCE Rot-Weiß Bielefeld.